# 食料安定供給特別会計
食料安定供給特別会計（しょくりょうあんていきょうきゅうとくべつかいけい）は、次に挙げる国の事業経理を明確にすることを目的に作られた特別会計である。平成19年度より食糧管理特別会計と農業経営基盤強化措置特別会計を統合して出来た新しい特別会計である。さらに平成26年度からは農業共済再保険特別会計と漁船再保険及び漁業共済保険特別会計を引き継いだ。
1. 農業経営安定事業
2. 食糧の需給及び価格の安定化事業
3. 農業共済再保険事業
4. 漁船再保険事業
5. 漁業共済保険事業

上記を遂行する為、各事業の区分として以下の勘定がある。
1. 農業経営安定勘定[注 1]
2. 食糧管理勘定
3. 農業共済再保険勘定
4. 漁船再保険勘定
5. 漁業共済保険勘定
6. 業務勘定

## 法的根拠
特別会計に関する法律第9節第124条（平成十九年三月三十一日法律第二十三号）
食料安定供給特別会計とは、農業経営安定事業、食糧の需給及び価格の安定のために行う事業、農業共済再保険事業等、漁船再保険事業及び漁業共済保険事業に関する政府の経理を明確にすることを目的とする。
農業の担い手に対する経営安定のための交付金の交付に関する法律第3条第1項及び第4条第1項（平成十八年法律第八十八号）
農業経営安定事業とは、交付金の交付事業を言う。
主要食糧の需給及び価格の安定に関する法律第3条第1項（平成六年法律第百十三号）、および飼料需給安定法第3条（昭和二十七年法律第三百五十六号）
食糧の需給及び価格の安定のために行う事業とは、主要食糧及び輸入飼料の需給と価格の安定化事業を言う。事業内容は、買入れ事業、売渡し事業、交換事業、貸付け事業、交付事業、加工事業、製造事業、貯蔵事業とこれらに附帯する事業。
- 主要食糧の需給及び価格の安定に関する法律第30条第1項[6]並びに第42条第1項（平成六年法律第百十三号）[7]

米穀等、麦等の輸入に係る納付金の受入れ事業。
農業保険法（旧・農業災害補償法）第191条（昭和二十二年法律第百八十五号）
農業共済再保険事業とは、再保険事業及び保険事業をいう。
漁船損害等補償法第2条第3号（昭和二十七年法律第二十八号）
漁船再保険事業とは、普通保険等再保険事業と特殊保険再保険事業をいう。
漁業災害補償法第2条（昭和三十九年法律第百五十八号）に規定する漁業共済保険事業

## 各事業内容

### 農業経営安定事業
農業経営安定事業とは、農業経営を安定させるための事業である。農業経営安定勘定で歳入歳出を管理する。
- 農業者が作った特定対象農産物の生産面積に応じた交付金交付事業。
- 農業者が作った対象農産物の収入額が規定値以下になった場合の交付金交付事業。

### 食糧の需給及び価格の安定化事業
食糧の需給及び価格の安定化事業とは、主要食糧及び輸入飼料の需給と価格の安定化事業を言う。米管理勘定と麦管理勘定（併せて食糧管理勘定という）で歳入歳出を管理する。
- 主要食糧である米穀等の買入れ、売渡し、交換、貸付け、交付、加工、製造、貯蔵とこれらに附帯する事業。輸入納付金納付金の受入れ事業。
- 主要食糧である麦等の買入れ、売渡し、交換、貸付け、交付、加工、製造、貯蔵とこれらに附帯する事業。輸入納付金納付金の受入れ事業。
- 輸入飼料である麦類、ふすま、とうもろこし等を飼料需給計画に沿って買入、保管及び売渡す事業。

### 農業共済再保険事業
農業共済再保険事業とは農業災害補償制度の安定化を図る事業である。農業共済再保険勘定で歳入歳出を管理する。

### 漁船再保険事業
漁船再保険事業とは漁船損害等補償制度の安定化を図る事業である。漁船再保険勘定で歳入歳出を管理する。

### 漁業共済保険事業
漁業共済保険事業とは漁業災害補償制度の安定化を図る事業である。漁業共済保険勘定で歳入歳出を管理する。

## 各勘定内容
農業経営安定勘定
農業の担い手に対する経営安定のための交付金交付に関する事業に係る経理を取り扱っている。
食糧管理勘定
国内産米穀の備蓄に伴う売買及び輸入米穀、輸入麦の売買に伴う事業に係る経理を取り扱っている。
農業共済再保険勘定
農作物共済、家畜共済、果樹共済、畑作物共済及び園芸施設共済に関する再保険事業に係る経理を取り扱っている。
漁船再保険勘定
漁船普通保険・漁船特殊保険・乗組員給与保険に関する再保険事業に係る経理を取り扱っている。
漁業共済保険勘定
漁業共済保険事業に係る経理を取り扱っている。
業務勘定
農業経営安定勘定、食糧管理勘定、農業共済再保険勘定、漁船再保険勘定、漁業共済保険勘定、各事業勘定に共通する事務人件費に係る経理を取り扱っている。
このほか経過勘定として国営土地改良事業勘定がある。

## 歳入と歳出
| 勘定                 | 歳入        | 歳出        |
| -------------------- | ----------- | ----------- |
| 農業経営安定勘定     | 2875億円    | 2875億円    |
| 食糧管理勘定         | 9702億円    | 9702億円    |
| 農業共済再保険勘定   | 893億円     | 804億円     |
| 漁船再保険勘定       | 118億円     | 92億円      |
| 漁業共済保険勘定     | 135億円     | 89億円      |
| 業務勘定             | 144億円     | 144億円     |
| 国営土地改良事業勘定 | 432億円     | 432億円     |
| 合計                 | 1兆4305億円 | 1兆4145億円 |